# دایجی (دوره)
دایجی (به ژاپنی: 大治 Daiji) نام یک عصر تاریخی ژاپنی (نِنگُو) بود. این عصر بعد از تنجی و قبل از تنشو قرار داشت و از ژانویه ۱۱۲۶ تا ژانویه ۱۱۳۱ میلادی به طول انجامید. در طی این عصر امپراتور سوتوکو، امپراتور ژاپن بود.